# 애슐리 바이든
애슐리 블레이저 바이든(영어: Ashley Blazer Biden, 1981년 6월 8일~)은 미국의 사회사업가, 사회운동가, 자선가, 패션 디자이너이다. 제46대 미국의 대통령 조 바이든과 대학 교수 질 바이든의 딸이다.